# Balão intra-aórtico (BIA)

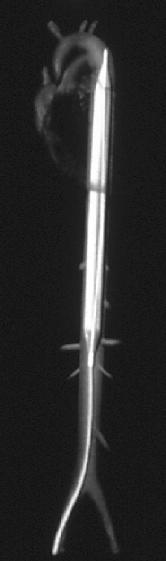
Balão intra-aórtico bomba

O balão intra-aórtico (BIA) é um dispositivo mecânico que aumenta a perfusão de oxigênio miocárdica, enquanto, ao mesmo tempo, aumenta o débito cardíaco. O aumento do débito cardíaco aumenta o fluxo sanguíneo coronário e, portanto, eleva o fornecimento de oxigênio.
O aparelho consiste de um balão cilíndrico de polietileno inserido na aorta, a cerca de 2 cm de esquerda da artéria subclávia que realiza uma contrapulsação, isto é, ativamente desinfla em sístole, de modo a aumentar o fluxo sanguíneo e reduzir a pós-carga, por meio de um efeito de vácuo. Ele ativamente infla em diástole, o que aumenta o fluxo de sangue para as artérias coronárias, graças a um fluxo retrógrado. Essas ações se combinam para diminuir a demanda de oxigênio do miocárdio e aumento do suprimento de oxigênio do miocárdio.

## Emprego do BIA

### Indicações
O BIA se enquadra entre entre os dispositivos de assistência mecânica mais usados, sendo indicado em diversos quadros, com a finalidade de garantir uma condição clínica mais estável até que um tratamento definitivo seja iniciado. Em meio às indicações mais frequentes do balão intra-aórtico, há as que se seguem:
- Isquemia miocárdica refratária, nos casos em que não é possível empregar o tratamento percutâneo ou a revascularização cirúrgica de maneira imediata. Contudo, a abundância de medicamentos eficazes e de operações revascularizadoras praticamente extinguiram tal indicação.
- Choque cardiogênico, apesar de pesquisas recentes não comprovarem a eficácia da utilização contínua do BIA em pacientes com choque cardiogênico causado por infarto agudo do miocárdico (IAM) com proposta de revascularização precoce. No entanto, quando ocorre choque cardiogênico após IAM acarretado por imperfeições mecânicas (insuficiência mitral ou defeitos do septo interventricular), bem como nos casos de rápida deterioração clínica, o BIA é capaz de gerar melhorias.
-Arritmias ventriculares refratárias em pacientes portadores de disfunção ventricular expressiva e instabilidade hemodinâmica ocasionada por essa arritmia. 
- Falência cardíaca refratária: útil na condição de ponta para transplante de coração. Todavia, o BIA não é tido como um dispositivo de longa permanência, o que induz a preferência pelo emprego de técnicas alheias à implantação do balão intra-aórtico.
- Antes de cirurgias de revascularização miocárdica de risco elevado: o emprego "preventivo" do BIA anterior ao procedimento cirúrgico é bem-vindo se há lesão grave de tronco de coronária, disfunção ventricular importante, doença arterial coronariana difusa ou casos de reabordagem cardíaca. Uma revisão sistemática em 2010 endossou a capacidade da utilização do balão intra-aórtico de diminuir a mortalidade no interior de hospitais. Entretanto, as evidências são frágeis, devido à pequenez da maioria dos trabalhos e a suas naturezas duvidosas.
Outras indicações incluem seu uso frente à incapacidade de desmame de circulação extracorpórea.

### Contraindicações
As contraindicações à utilização do BIA mais recorrentes são: 
-Insuficiência aórtica grave.
-Suspeita de dissecção aórtica, aneurisma de aorta, sepse não controlada, desordens de coagulação, e doença arterial periférica grave.

## Composição e inserção
O balão intra-aórtico é composto por duas partes, a saber: 
- Um cateter flexível com dois lúmens. Um deles propicia o acompanhamento invasivo da pressão arterial, enquanto o outro permite a entrada e saída de gás hélio que preencherá o balão, permitindo seu funcionamento.
- Um console móvel, no qual se localiza um painel de controle dos ciclos de insuflação e desinflação, além da monitorização das pressões arteriais.
A introdução do cateter se dá através da artéria femoral e sua extremidade distal deve ser posicionada na aorta descendente, geralmente 1cm abaixo da origem da artéria subclávia. Para a concretização do correto posicionamento, indica-se a passagem guiada por fluoroscopia. Caso não seja possível, o posicionamento adequado tem de ser confirmado com a radiografia de tórax. A ponta do cateter deve estar ao nível da carina.
Quando o cateter é posicionado de maneira apropriada e existe máxima sincronia entre o funcionamento do balão e o ciclo cardíaco, efeitos hemodinâmicos benéficos podem ser verificados. O balão deve ser insuflado no início da diástole e desinsuflado imediatamente antes da sístole. Isso implicaria:
- Elevação da percussão coronariana;
- Diminuição da pós carga;
- Redução do trabalho cardíaco;
- Atenuação do consumo de oxigênio pelo miocárdio;
- Aumento do débito cardíaco.[4]

Visando à sincronia desejada, demanda-se a definição da forma de disparo (trigger) necessária para que o balão seja insuflado. Isso pode ocorrer por meio de eletrocardiograma ou de onda de pressão arterial invasiva.

## Complicações
É fundamental a atenção quanto a possíveis complicações oriundas do uso do BIA, que são classificadas como vasculares e não vasculares. As complicações vasculares são as de maiores riscos e incluem: isquemia periférica, laceração vascular e hemorragias. Outras complicações desse cunho relatadas são ateroembolismo, acidente vascular encefálico, infecção, ruptura do balão, plaquetopenia e hemólise.
Assim, diante de um paciente com balão intra-aórtico, deve fazer parte da rotina:
- Radiografia de tórax para checar posicionamento;
- Avaliação da perfusão do membro inferior, no mínimo três vezes ao dia;
- Monitorização hemodinâmica, continuamente observar se há melhora hemodinâmica;

- Exames diários para afastar plaquetopenia e hemólise.